# Kevin Hulsmans
Kevin Hulsmans (Lommel, 11 aprile 1978) è un ex ciclista su strada belga, professionista dal 2000 al 2015, con caratteristiche di passista.

## Carriera
Dopo una serie di successi ottenuti da dilettante (tra i quali spicca la vittoria nel Giro delle Fiandre Under-23 del 1999), passa professionista nel 2000, a soli 22 anni, con il gruppo giovanile della Mapei-Quick Step. Si dimostra immediatamente un corridore affidabile soprattutto sul passo, e tra le file della Quick Step va a ricoprire ruoli di gregariato a favore di ciclisti come Paolo Bettini e Tom Boonen.
In carriera ottiene due successi individuali, oltre a quello nella cronosquadre di apertura del Tour of Qatar 2008. Dimostra peraltro in diverse occasioni di essere competitivo nelle corse sul pavé: conclude infatti quindicesimo nella Parigi-Roubaix 2005 e diciassettesimo in quella 2012, settimo nella Driedaagse De Panne 2007 (in cui ottenne anche il terzo posto nella prima tappa) e quinto nel Nationale Sluitingsprijs dello stesso anno.

## Palmarès
- 1999

Brussels-Opwijk
Kattekoers
Giro delle Fiandre Under-23
Omloop Het Volk Under-23
- 2000

9ª tappa Niedersachsen-Rundfahrt
- 2002

1ª tappa Circuito Franco-Belga (Lichtervelde)

### Altri successi
- 2006

Criterium di Lommel

## Piazzamenti

### Grandi Giri
- Giro d'Italia

2009: 98º
- Tour de France

2005: ritirato
- Vuelta a España

2004: 104º
2006: 95º
2007: 116º

### Classiche monumento
- Milano-Sanremo

2005: 144º
2007: 109º
2012: 93º
2013: 114º
- Giro delle Fiandre

2004: 110º
2005: 64º
2006: ritirato
2007: 83º
2009: ritirato
2012: 38º
2013: 47º
- Parigi-Roubaix

2004: 29º
2005: 15º
2006: 35º
2008: ritirato
2010: 71º
2012: 17º
- Liegi-Bastogne-Liegi

2009: 106º
- Giro di Lombardia

2004: ritirato
2008: 93º

### Competizioni mondiali
- Campionati del mondo

Zolder 2002 - In linea Elite: 96º
Salisburgo 2006 - In linea Elite: ritirato